# Rafael Devers
Rafael Devers Calcaño (Sánchez, 24 ottobre 1996) è un giocatore di baseball dominicano, terza base per i San Francisco Giants della Major League Baseball (MLB).

## Carriera
I Red Sox scelsero Devers a 16 anni, come free agent internazionale, nell'agosto del 2013. Si classificò al sesto posto tra i 50 migliori prospetti internazionali, e accettò un accordo da 1,5 milioni di dollari.

### Minor League (MiLB)
Devers debuttò in Dominican Summer League il 31 maggio 2014. Passò le stagioni 2015 e 2016 in A e dopo in A+, in quest'ultima fu invitato alla spring training dai Red Sox senza però essere promosso.
Nel 2017 giocò gran parte della stagione con i Portland Sea Dogs in AA, fu chiamato il 14 luglio con i Pawtucket Red Sox in AAA.

### Major League (MLB)
Il 23 luglio Devers fu promosso in prima squadra dai Boston Red Sox, rendendolo il giocatore più giovane al momento della promozione nella major league con i suoi 20 anni e 274 giorni. Debuttò nella MLB il 25 luglio 2017, al Safeco Field di Seattle, contro i Seattle Mariners. Colpì la sua prima valida, un fuoricampo, il giorno seguente.
Nella post-season durante la partita 3 della American League Divisional Series, Devers ebbe un ruolo cruciale nella vittoria contro gli Houston Astros; nel terzo inning Devers andò sul piatto quando i Red Sox avevano già due outs e colpì un fuoricampo da due punti, importante per sbloccare la partita, poi vinta che fu la prima e unica vittoria dei Red Sox durante l'intera AL division series 2017  Nella partita 4 della AL Divisional Series, Devers divenne il giocatore più giovane a battere un inside-the-park home run nella post-season.
Il 15 giugno 2025, durante il mercato estivo, i Boston Red Sox scambiarono Devers con i San Francisco Giants in cambio di due giocatori del loro rooster. Poco dopo la notizia diffusa nei media i tifosi dei Red Sox suscitarono polemiche e forti pareri sulla decisione di scambiare uno storico componente della squadra.

## Palmarès

### Club
- World Series: 1

Boston Red Sox: 2018

### Individuale
- MLB All-Star: 1

2021
- Silver Slugger Award: 1

2021